# Les Exploits d'un jeune Don Juan (film)
Pour plus de détails, voir Fiche technique et Distribution.
Les Exploits d'un jeune Don Juan est un film franco-italien dans la veine de la comédie érotique italienne, réalisé par Gianfranco Mingozzi sorti en 1987, adapté du roman français éponyme de Guillaume Apollinaire.

## Synopsis
En 1914, Roger, seize ans, vient passer ses vacances d'été dans le château familial campagnard. Il assiste aux chassés-croisés polissons des habitants des lieux. Mais la guerre est déclarée et tous les hommes valides sont réquisitionnés. Roger devient alors le séducteur impénitent des femmes de la maisonnée et du coin. Quand les hommes reviennent, bon nombre de mariages vont être célébrés pour donner un nom légitime aux bébés qui vont naître des œuvres de Roger parti retrouver ses chères études à Paris.

## Divergences roman-film
Le film ne retraduit pas, avec exactitude et en intégralité, le contenu du roman. Plusieurs passages, certainement jugés politiquement incorrects et amoraux, n'ont pas été traités dans le film, par exemple des passages incestueux ou maïeusophiliques. Certaines scènes du film ont été purement inventées et n'existent pas dans le roman.

## Fiche technique
- Titre : Les Exploits d'un jeune Don Juan
- Titre italien : L'Iniziazione
- Réalisateur : Gianfranco Mingozzi
- Scénario : Jean-Claude Carrière, Peter Fleischmann d'après le roman éponyme de Guillaume Apollinaire (1911)
- Dialogues : Jean-Claude Carrière
- Assistants-réalisation : Bernard Artizzu, Laurent Boscq, Jean Léon
- Musique : Nicola Piovani
- Photographie : Luigi Verga
- Son : Jean-Pierre Delorme
- Montage : Alfredo Muschietti
- Décors : Jacques Saulnier
- Costumes : Yvonne Sassinot de Nesle
- Pays d’origine :  France,  Italie
- Tournage : 
  - Langue de tournage : français[2]
  - Période prises de vues : du 15 juillet à septembre 1986[2]
  - Extérieurs : Château de Béhoust (Yvelines, France)
- Producteurs : Nicolas Duval-Adassovsky, Lucien Duval, Chantal Lenoble-Bergamo, Enzo Porcelli
- Directrice de production : Claire Duval
- Sociétés de production : Les Films Ariane (France), Orphée Arts (France), Séléna Audiovisuel (France), Antea Cinematografica (Italie), Lagonda Films (Italie)
- Société de distribution : AAA (Acteurs Auteurs Associés) Distribution
- Format : couleur — 35 mm — 1.66:1[2] — son monophonique
- Genre : comédie
- Durée : 95 minutes
- Date de sortie : France : 11 mars 1987
- Mention CNC : tous publics (visa d’exploitation no 90625 délivré le 12 février 1987)

## Distribution
- Marina Vlady : Mme Muller
- Serena Grandi : Ursule
- Virginie Ledoyen : Berthe
- Alexandra Vandernoot : Elisa
- Fabrice Josso : Roger
- Claudine Auger : la mère
- François Perrot : le père
- Bérangère Bonvoisin : tante Marguerite
- Laurent Spielvogel : Monsieur Frank
- Marion Peterson : Kate
- Rosette : Hélène
- Rufus : le moine
- Yves Lambrecht : Roland